# Wahlen zum Senat der Vereinigten Staaten 1952
Die Wahlen zum Senat der Vereinigten Staaten 1952 zum 83. Kongress der Vereinigten Staaten fanden am 4. November statt. Sie waren Teil der Wahlen in den Vereinigten Staaten an diesem Tag und fielen mit der Präsidentschaftswahl zusammen, in der Dwight D. Eisenhower als Nachfolger von Präsident Harry S. Truman gewählt wurde.
Zur Wahl standen die 32 Sitze der Klasse I, außerdem fanden 3 Nachwahlen für vorzeitig aus dem Amt geschiedene Senatoren statt. Hiervon waren 14 von Demokraten besetzt, 21 von Republikanern. 20 Amtsinhaber wurden wiedergewählt, davon 6 Demokraten und 14 Republikaner. Die Republikaner konnten 6 bisher von Demokraten gehaltene Sitze erobern, die Demokraten eroberten 4 Sitze. Damit verbesserten sich die Republikaner von 46 auf 48 Sitze, die Demokraten verloren ihre  knappe Mehrheit von 49 Sitzen und hatten nur noch 47. Hinzu kam Senator Wayne Morse, der 1950 als Republikaner gewählt worden war, sich aber von der Partei gelöst hatte und als Unabhängiger dem Senat angehörte.
Zu Veränderungen nach der Wahl siehe auch Liste der Mitglieder des Senats im 83. Kongress der Vereinigten Staaten.

## Ergebnis

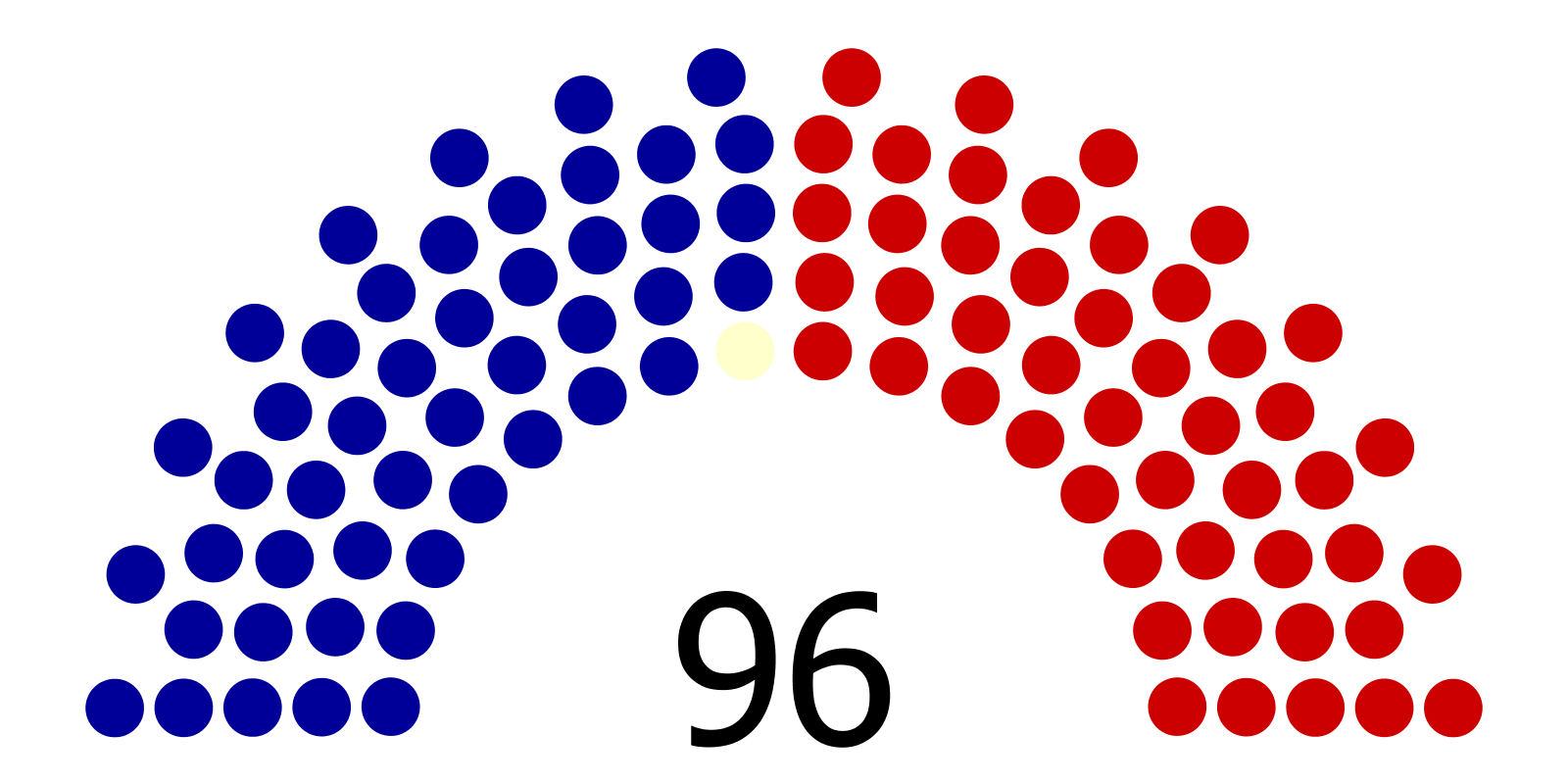
Blau: Demokraten
rot: Republikaner

| Staat                   | Amtierender Senator          | Partei       | Ergebnis                   | Neuer Senator          |
| ----------------------- | ---------------------------- | ------------ | -------------------------- | ---------------------- |
| Arizona                 | Ernest McFarland             | Demokrat     | Zugewinn Republikaner      | Barry Goldwater        |
| Connecticut, Klasse III | William A. Purtell, ernannt  | Republikaner | von Republikanern gehalten | Prescott Bush          |
| Connecticut             | William Benton               | Demokrat     | Zugewinn Republikaner      | William A. Purtell     |
| Delaware                | John J. Williams             | Republikaner | wiedergewählt              | John J. Williams       |
| Florida                 | Spessard Holland             | Demokrat     | wiedergewählt              | Spessard Holland       |
| Indiana                 | William E. Jenner            | Republikaner | wiedergewählt              | William E. Jenner      |
| Kalifornien             | William F. Knowland          | Republikaner | wiedergewählt              | William F. Knowland    |
| Kentucky, Klasse II     | Thomas R. Underwood, ernannt | Demokrat     | Zugewinn Republikaner      | John Sherman Cooper    |
| Maine                   | Owen Brewster                | Republikaner | von Republikanern gehalten | Frederick G. Payne     |
| Maryland                | Herbert O’Conor              | Demokrat     | Zugewinn Republikaner      | James Glenn Beall      |
| Massachusetts           | Henry Cabot Lodge            | Republikaner | Zugewinn Demokraten        | John F. Kennedy        |
| Michigan                | Blair Moody, ernannt         | Demokrat     | Zugewinn Republikaner      | Charles E. Potter      |
| Minnesota               | Edward John Thye             | Republikaner | wiedergewählt              | Edward John Thye       |
| Mississippi             | John C. Stennis              | Demokrat     | wiedergewählt              | John C. Stennis        |
| Missouri                | James P. Kem                 | Republikaner | Zugewinn Demokraten        | Stuart Symington       |
| Montana                 | Zales Ecton                  | Republikaner | Zugewinn Demokraten        | Mike Mansfield         |
| Nebraska, Klasse II     | Fred Andrew Seaton, ernannt  | Republikaner | von Republikanern gehalten | Dwight Griswold        |
| Nebraska                | Hugh A. Butler               | Republikaner | wiedergewählt              | Hugh A. Butler         |
| Nevada                  | George W. Malone             | Republikaner | wiedergewählt              | George W. Malone       |
| New Jersey              | Howard Alexander Smith       | Republikaner | wiedergewählt              | Howard Alexander Smith |
| New Mexico              | Dennis Chavez                | Demokrat     | wiedergewählt              | Dennis Chavez          |
| New York                | Irving Ives                  | Republikaner | wiedergewählt              | Irving Ives            |
| North Dakota            | William Langer               | Republikaner | wiedergewählt              | William Langer         |
| Ohio                    | John W. Bricker              | Republikaner | wiedergewählt              | John W. Bricker        |
| Pennsylvania            | Edward Martin                | Republikaner | wiedergewählt              | Edward Martin          |
| Rhode Island            | John O. Pastore              | Demokrat     | wiedergewählt              | John O. Pastore        |
| Tennessee               | Kenneth McKellar             | Demokrat     | von Demokraten gehalten    | Albert Gore            |
| Texas                   | Tom Connally                 | Demokrat     | von Demokraten gehalten    | Price Daniel           |
| Utah                    | Arthur Vivian Watkins        | Republikaner | wiedergewählt              | Arthur Vivian Watkins  |
| Vermont                 | Ralph Flanders               | Republikaner | wiedergewählt              | Ralph Flanders         |
| Virginia                | Harry F. Byrd                | Demokrat     | wiedergewählt              | Harry F. Byrd          |
| Washington              | Harry P. Cain                | Republikaner | Zugewinn Demokraten        | Henry M. Jackson       |
| West Virginia           | Harley M. Kilgore            | Demokrat     | wiedergewählt              | Harley M. Kilgore      |
| Wisconsin               | Joseph McCarthy              | Republikaner | wiedergewählt              | Joseph McCarthy        |
| Wyoming                 | Joseph C. O’Mahoney          | Demokrat     | Zugewinn Republikaner      | Frank A. Barrett       |

- ernannt: Senator wurde als Ersatz für einen ausgeschiedenen Senator ernannt, Nachwahl nötig.
- wiedergewählt: ein gewählter Amtsinhaber wurde wiedergewählt.